# Bayano
Bayano (également connu sous le nom de Ballano, Vallano ou Bayamo) était un esclave africain des Portugais qui dirigea la principale rébellion du XVIe siècle au Panama.

## Biographie
On sait peu de choses sur la vie de Bayano dans son Afrique de l'Ouest natale.

On sait qu'il était de confession chrétienne, son origine exacte est inconnue. Il est supposé qu'il soit, soit d'origine Mandingue dans la Sierra Leone actuelle soit d'origine Yoruba, au Nigeria, un groupe auquel appartenaient la majorité des esclaves arrivés en Amérique, car le mot « bayanni » en langue yoruba signifie « idole » où « objet  vénéré  pour  les  fidèles  du  dieu  tonnerre »,.
En 1552, il fut capturé et enlevé en Amérique avec environ 400 autres esclaves sur un navire négrier qui s'échoua, permettant aux prisonniers révoltés de s'échapper dans la province de Darien, au Panama, le long de sa frontière actuelle avec la Colombie.
Les esclaves rebelles, connus sous le nom de cimarrons, créèrent des zones autonomes appelées palenques, dont beaucoup réussirent à échapper au contrôle espagnol pendant des siècles en utilisant la guérilla et des alliances avec des pirates ou des nations autochtones qui se trouvaient dans des circonstances similaires.
Les forces de Bayano totalisaient entre 400 et 1 200 cimarrons, selon les différentes sources, et installèrent une palenque connue sous le nom de « Ronconcholon » près de l'actuel rio Bayano dans un véritable « oppidum » fortifié de palissades et habité principalement par des jeunes hommes et situé à environ 120 km de Nombre de Dios dans les environs de Chepo,.
Une seconde palenque servait de retraite aux femmes, enfants et personnes âgées. La communauté était hétérogène et comprenait une douzaine de groupes ethniques africains ainsi que des esclaves indiens en fuite originaires du Pérou et du Nicaragua.
En 1553, Bayano était devenu un adversaire redouté des Espagnols, qui l'appelaient « el rey negro Bayano » (« le roi noir Bayano »). Pendant plus de cinq ans, lui et ses partisans menèrent une guérilla, tout en bâtissant leur communauté. La source principale et la plus importante, écrite en 1581 par Pedro de Aguado, consacre un espace à leur vie religieuse et décrit les activités d'un « évêque » qui guida la communauté dans la prière, les baptisa et prononça des sermons, d'une manière telle qu'Aguado croyait être essentiellement chrétien.
Plusieurs fois, lui et ses partisans attaquèrent les colonies espagnoles, en particulier les caravanes d'or et d'argent qui voyageaient sur le Camino Real du Pacifique à la côte des Caraïbes. Trois expéditions au nom du gouverneur du Panama, Álvaro de Sosa (1553-1556), pour mettre fin à la révolte des esclaves de Bayano, qui contrôlaient la région du rio Bayano, échouèrent militairement. La première, dirigée par le capitaine Gil Sánchez Morcillo, parvint à la zone occupée par les cimarrons et se retrouva face à Bayano, qui remporta la bataille et tua le commandant de la troupe. Seuls quatre soldats parvinrent à échapper à la mort.
Consterné, le gouverneur et le Cabildo envoyèrent alors le capitaine vétéran Francisco Carreño (es) pour une seconde expédition. Celui-ci réussit à capturer Bayano et à l’emmener à Nombre de Dios. Le gouverneur, Alvaro de Sosa, optant pour la solution de la conciliation, rendit la liberté à Bayano, mais les cimarrons continuèrent leurs incursions.
Pour la troisième expédition, en octobre 1556, le conquistador Pedro de Ursúa fut chargé par le vice-roi péruvien Andrés Hurtado de Mendoza, alors au Panama, de soumettre les rebelles. De Nombre de Dios, Ursúa mena alors une marche de vingt-cinq jours à travers la forêt tropicale humide avec environ 40 à 70 combattants jusqu'à la palenque fortifiée de Bayano. Mais celle-ci s'avéra imprenable et Pedro de Ursúa proposa une trêve à Bayano, lui offrant de partager le Panama avec les Espagnols.
Lors d'une fête de fraternisation, les Espagnols droguèrent Bayano et plusieurs dizaines de ses capitaines avec du vin préparé, les firent prisonniers et les ramenèrent à Nombre de Dios. Bayano fut envoyé à Lima comme trophée pour le vice-roi péruvien Andrés Hurtado de Mendoza. En tant qu'homme libre, il fut exilé en Espagne, où il vécut, entretenu à vie par le trésor royal, par l'Empire espagnol, dans une relative prospérité et serait mort de causes naturelles,
La révolte de Bayano coïncida avec celle du roi Miguel de Buría (en) (1551/52-1553/55) puis avec celle de Luis de Mozambique (1579-1582) et de dizaines d'autres au cours du siècle suivant.

## Mémoire
Le Curimagua bayano, le río Bayano, le barrage de Bayano et le lac Bayano commémorent son nom.